# Pégaszosz

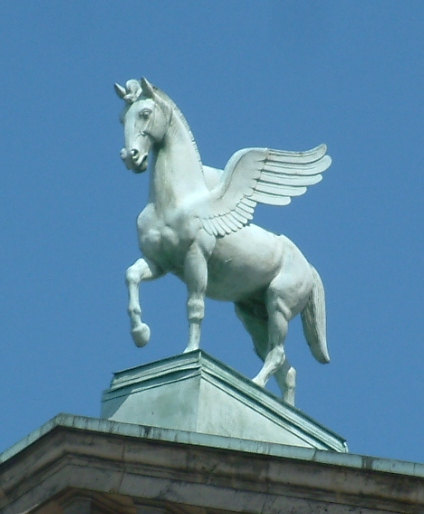
Pégaszosz szobra a poznańi operaház tetején

Pégaszosz (helytelen átírásban: Pegazus) szárnyas ló a görög mitológiában, Poszeidón és Medusza gyermeke. Amikor Perszeusz lefejezte Meduszát, akkor ugrott ki a nyakából.
Athéné egy arany kötőféket adott Bellerophontésznak, hogy azzal szelídítse meg a lovat. Pégaszosz hű segítőtársa volt Bellerophónnak Khimaira elpusztításában és az amazónok elleni harcban, ugyanis a vadállat tüze és az amazónok nyilai nem értek olyan magasra, mint Pégaszosz, ellenben Bellerophónnak könnyű célpontot jelentettek.
Bellerophón halála után Pégaszosz az Olimposzon lakott és az istenek segítőtársa volt. Pégaszosz patanyomában fakadt a Helikon-hegységben a Hippokréné-forrás (a név szó szerint lóforrás-t jelent), amelynek a vize a költői ihletet biztosította.